# Земна вісь

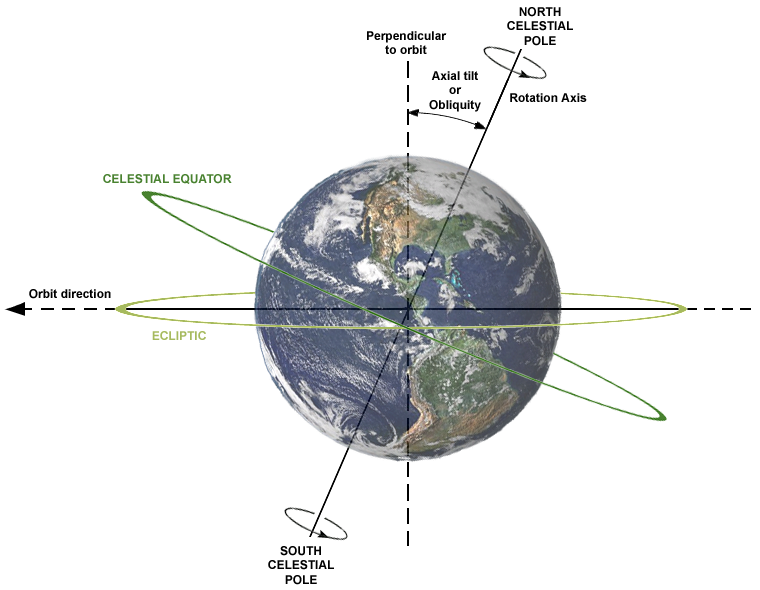
Нахил Земної осі — приблизно 23°

Земна вісь — уявна вісь обертання Землі, що проходить через центр Землі і перетинає земну поверхню в географічних полюсах.
Вісь землі 23,5
Навколо земної осі проходить добове обертання Землі. Внаслідок руху полюсів Землі розташування земної осі поступово змінюється[джерело?].